# Danh sách trường đại học ở Việt Nam có đào tạo ngành Kỹ thuật điện
Kĩ thuật điện là một lĩnh vực kĩ thuật nghiên cứu và áp dụng liên quan đến điện, điện tử và điện từ. Lĩnh vực này lần đầu tiên trở lên quan trọng và hình thành nghề nghiệp liên quan đến nó là vào cuối thế kỷ 19 sau khi điện báo và cung cấp năng lượng điện đi vào thương mại hóa. Ngày nay, ngành này có nhiều ngành con như năng lượng, điện tử học, hệ thống điều khiển, xử lý tín hiệu và viễn thông.

## Kỹ thuật điện
Đào tạo Kỹ sư điện hệ 5 năm. Chương trình này hướng tới đào tạo ra các kỹ sư R&D có tư duy sáng tạo, các nhà thiết kế, các nhà nghiên cứu, phát triển sản phẩm mới.
1. Trường Đại học Bách khoa Hà Nội: Hệ thống điện; Thiết bị điện-điện tử
2. Trường Đại học Kỹ thuật Lê Quý Đôn: Thiết bị điện-điện tử; Trạm nguồn điện quân sự.
3. Trường Đại học Bách khoa, Đại học Đà Nẵng: Hệ thống điện; Thiết bị điện-điện tử
4. Trường Đại học Bách khoa, Đại học Quốc gia Thành phố Hồ Chí Minh: Hệ thống điện; Thiết bị điện-điện tử
5. Trường Đại học Kỹ thuật Công nghiệp, Đại học Thái Nguyên: Hệ thống điện; Thiết bị điện-điện tử

## Công nghệ Kỹ thuật điện
Đào tạo Cử nhân Công nghệ Kỹ thuật điện hoặc Kỹ sư thực hành hệ 4 năm. Chương trình này đào tạo ra các cử nhân/kỹ sư điều hành, chỉ đạo sản xuất; triển khai chế tạo, lắp ráp, vận hành, bảo dưỡng, tư vấn về các hệ thống, thiết bị kỹ thuật trong sản xuất và đời sống
1. Trường Đại học Bách khoa Hà Nội:
2. Trường Đại học Kỹ thuật Công nghiệp, Đại học Thái Nguyên:
3. Trường Đại học Giao thông vận tải:
4. Trường Đại học Mỏ Địa chất Hà Nội:
5. Trường Đại học Điện lực:
6. Trường Đại học Kinh tế Kỹ thuật Công nghiệp:
7. Trường Đại học Công nghiệp Hà Nội:
8. Trường Đại học Công nghiệp Quảng Ninh:
9. Trường Đại học Công nghiệp Việt Hung:
10. Trường Đại học Công nghiệp Việt Trì:
11. Trường Đại học Sao Đỏ
12. Trường Đại học Sư phạm Kỹ thuật Hưng Yên
13. Trường Đại học Sư phạm Kỹ thuật Nam Định
14. Trường Đại học Sư phạm Kỹ thuật Vinh
15. Trường Đại học Công nghiệp Vinh
16. Trường Đại học Nha Trang
17. Trường Đại học Công nghiệp Thành phố Hồ Chí Minh
18. Trường Đại học Công nghiệp Thực phẩm Thành phố Hồ Chí Minh
19. Trường Đại học Giao thông vận tải Thành phố Hồ Chí Minh
20. Trường Đại học Sư phạm Kỹ thuật Thành phố Hồ Chí Minh
21. Trường Đại học Kỹ thuật - Công nghệ Thành phố Hồ Chí Minh
22. Trường Đại học Công nghệ Sài Gòn
23. Trường Đại học Kinh tế Công nghiệp Long An
24. Trường Đại học Kinh tế Kỹ thuật Bình Dương
25. Trường Đại học Lạc Hồng
26. Trường Đại học Kỹ thuật Công nghệ Cần Thơ

- Đào tạo Cơ điện tử tại Học viện Kỹ thuật Quân sự/ GS. Đào Văn Hiệp
- Tư vấn hướng nghiệp: Ngành Kỹ thuật điện Lưu trữ ngày 15 tháng 4 năm 2015 tại Wayback Machine